# Американский совет по внешней политике
Американский совет по внешней политике, (АСВП) (англ. American Foreign Policy Council, AFPC) — формально неправительственный аналитический центр при Конгрессе США, расположенный в городе Вашингтон (США), действующий с 1982 года.
Основными объектами исследований совета являются Россия и другие страны бывшего СССР, Китай, Евразия (как единое целое) и Иран. Совет публикует стратегические отчёты и другие документы, занимаясь мониторингом политики этих стран в области ПРО, контроля оружия, энергобезопасности, шпионажа, развития в указанных странах демократии и рыночной экономики.

## Руководство
- Президент — Херманн Першнер, ранее был вице-президентом избирательного штаба Джорджа Буша-младшего, супруга Першнера — Элизабет Вуд, является сотрудником Совета по внешней политике США.
- Вице-президент — Илан Берман (Ilan Berman).

## Деятельность
Совет обеспечивает информацией членов Конгресса США, оказывает влияние на выработку внешнеполитической стратегии США. Исследовательские работы, публикуемые его сотрудниками, регулярно обсуждаются в Конгрессе США, академическом сообществе политологов США, а также мировыми лидерами других стран.
Аналитики совета регулярно выступают в популярных американских СМИ формируя общественное мнение, например:
- осенью 2010 года Илан Берман дал интервью Би-би-си по поводу ситуации в Иране и поставках Россией ракетных комплексов С-300[2].
- летом 2012 года он же в интервью радиостанции Голос Америки дал комментарий по поводу последствий войны в Грузии в 2008 году[3].
- весной 2013 года Илан Берман в газете The Washington Times опубликовал статью «Российские корни бостонского теракта»[4].
- осенью 2013 года Илан Берман в газете USA Today опубликовал статью «Россия на пути к падению»[5].

## Деятельность в России
На 2001 год президент Совета Херманн Першнер посетил Россию 44 раза.
В 2001 году Першнер со своей супругой — Элизабет Вуд, сотрудником Совета по внешней политике США, в рамках двухнедельной поездки по Сибири встречался с тогдашним Председателем (1994—2002) Народного Хурала Республики Бурятия, членом Совета Федерации М. И. Семеновым.
Также в 2001 году Херманн Першнер посетил Приморский край, где знакомился с политической и экономической ситуацией в крае, провел встречу с губернатором С.Дарькиным, а также посетил город Находка Приморского края, проведя встречу с тогдашним мэром В. Гнездиловым. На встрече вопросы касались ситуации в российской банковской системе, геополитической обстановки в Азиатско-Тихоокеанском регионе, внешнеэкономических связей Находки.
В 2003 году Херман Першнер с супругой посетили Челябинскую область, проведя переговоры с администрацией области по вопросам космических технологий, утилизации атомных подводных лодок и поставок нефти. Также в 2003 году Першнер посетил Самару.

### КАРОС
В 2011 году Центр социально-консервативной политики партии «Единая Россия» совместно с Советом учредил в России Консультативный Американо-российский общественный совет (КАРОС). Координатором данного проекта выступили Фонд исследования проблем демократии и Фонд «Российский общественно-политический центр».
Председатель совета КАРОС — академик РАН Евгений Велихов. Сопредседатель с американской стороны — доктор Уильям Шнайдер, с российской стороны — Трубецкой А. Ю.

## Прогнозы аналитиков Совета
Вице-президент совета Илан Берман (Ilan Berman) в 2013 году в своей книге «Внутренний взрыв. Конец России — что он означает для Америки» дал следующий прогноз:
- к 2020 году мусульмане перестанут быть меньшинством, составив 20 % от населения России.
- к 2050 году население России может сократиться на 25 %.
- Через 30 лет Россия будет вынуждена отдать Китаю Дальний Восток и Сибирь, в попытке восстановить статус на международной арене руководство государство начнет войну с Украиной, а на территории России будет идти противостояние с многочисленными радикальными исламистами.

Доктор политических наук Андрей Савельев давал следующую оценку прогнозам Бермана: «Прогнозы, подобные тому, что сделал Бергман, даются американскими аналитиками уже многими десятилетиями. Вообще, политическая футурология там очень развита как жанр публицистики. Планы американского истеблишмента выдаются за прогнозы. Это выдача желаемого за действительное».